# Kommunbrauhaus (Mitterteich)

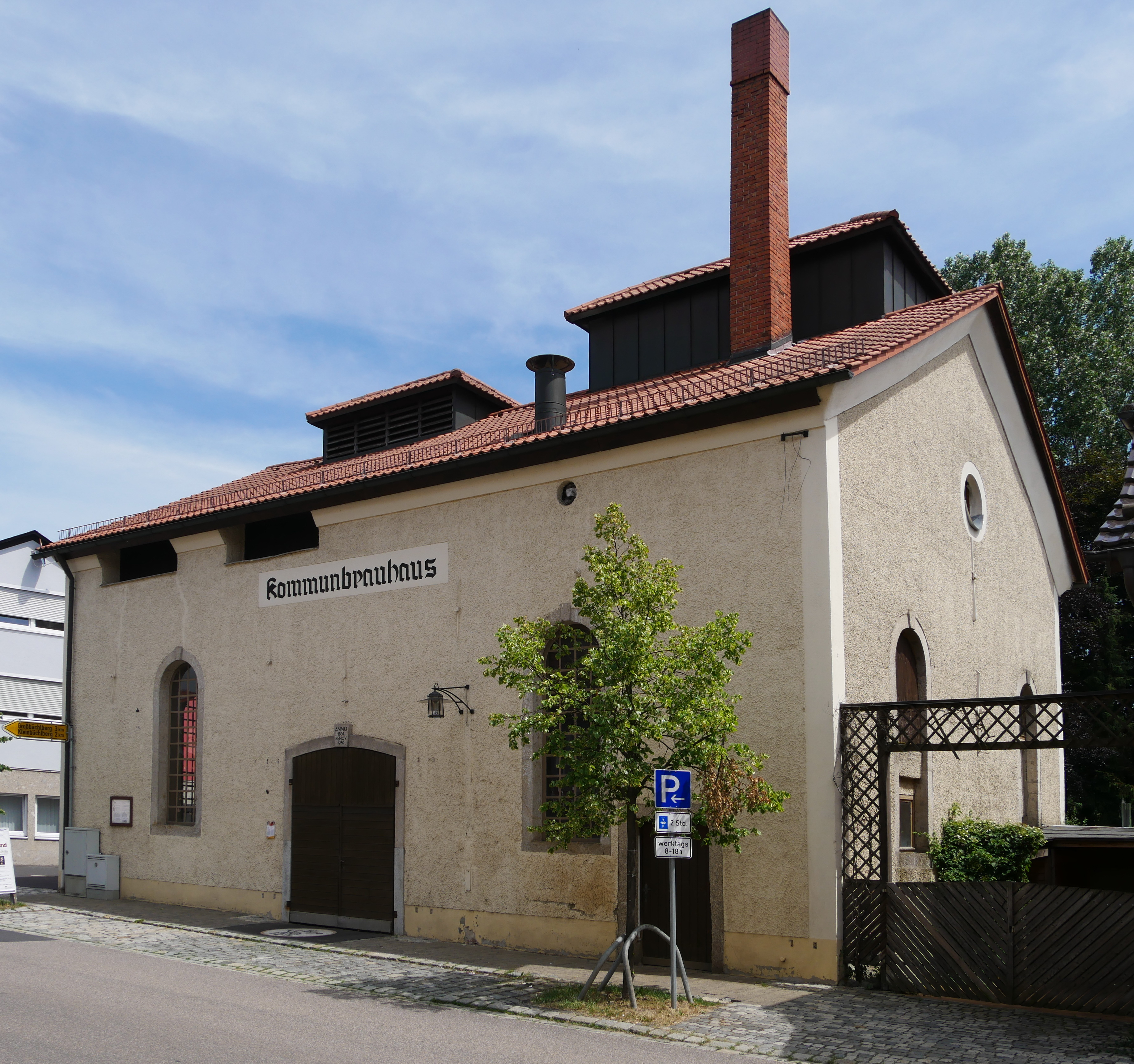
Kommunbrauhaus in Mitterteich

Das Kommunbrauhaus in Mitterteich, einer Stadt im oberpfälzischen Landkreis Tirschenreuth in Bayern, wurde 1864 errichtet, nachdem das alte Kommunbrauhaus an der heutigen Bahnhofstraße auf Grund des Baus der Eisenbahnlinie abgerissen worden war. Das Kommunbrauhaus mit der Adresse Vorstadt 13 ist ein geschütztes Baudenkmal. 
Der verputzte Massivbau mit Satteldach hat hohe Rundbogenfenster und ein segmentbogiges Tor mit Schlussstein. Die Fenster und das Tor sind mit Sandsteinrahmung ausgeführt. 
Seit 1651 hatte jeder Bürger von Mitterteich, der Haus- und Grundbesitz hatte sowie das Bürgerrecht besaß, ein Braurecht. Brauen durften unabhängig von diesen Bestimmungen der Pfarrer und der Bürgermeister. Auch heute üben noch einige Bürger ihr Braurecht aus; sie haben sich zu einer Braugemeinschaft zusammengeschlossen und brauen einmal im Jahr ihren Zoigl.